# قاسم عبده قاسم
قاسم عبده قاسم (26 مايو 1942م - 26 سبتمبر 2021) مؤرخ ومترجم مصري، وأستاذ متفرغ بقسم التاريخ بكلية الآداب من مواليد القاهرة. متزوج وله خمسة أبناء: ثلاثة أولاد وبنتان.

## المؤهلات العلمية
- الإجازة الجامعية في الآداب قسم تاريخ- كلية الآداب / جامعة القاهرة 1967م.
- ماجستير في تاريخ العصور الوسطى من جامعة القاهرة سنة 1972م بتقدير ممتاز.
- دكتوراه الفلسفة في العصور الوسطى من قسم التاريخ بجامعة القاهرة سنة 1975م بمرتبة الشرف الأولى، التخصص الدقيق للدكتوراه: تاريخ العصور الوسطى.

## التدرج الوظيفي
- محرر كتاب ندوة التاريخ الإسلامي والوسيط (1981: 1986).
- أمين مجلس كلية الآداب، جامعة الزقازيق (1984: 1987).
- رئيس لجنة المكتبات بآداب الزقازيق (1990: 1991).
- رئيس لجنة الترقيات بآداب الكويت (1992: 1993).
- رئيس قسم التاريخ بآداب الزقازيق منذ عام 1994.
- رئيس مجلس إدارة مدارس ليسيه الهرم من 2003 -2005.
- ضابط مراقبة جوية 1968 -1975.
- مدرس تاريخ العصور الوسطى - كلية الآداب جامعة الزقازيق 1975-1979.
- أستاذ مساعد تاريخ العصور الوسطى 1979 - 1983.
- أستاذ ورئيس قسم التاريخ بجامعة الزقازيق 1983 - 1987.
- أستاذ بجامعة الكويت 1987- 1993.
- عضو لجنة ترقيات الأساتذة والأساتذة المساعدين في التاريخ 1995- 2021.
- عضو الهيئة الاستشارية للمركز القومي للترجمة.

## الهيئات التي ينتمي إليها
- عضو مجلس إدارة الجمعية المصرية للدراسات التاريخية - مصر فترة طويلة.
- عضو اللجنة الدائمة لترقيات الأساتذة والأساتذة المساعدين.
- عضو لجنة التاريخ في المجلس الأعلى للثقافة.
- عضوية عدد من الجمعيات العلمية في مجال التاريخ والفولكلور والاجتماع.
- المشرف العام على «دار عين للدراسات الإنسانية والاجتماعية[7]» منذ سنة 1991.

## المؤتمرات التي شارك فيها
شارك في العديد من المؤتمرات العلمية ما بين تونس والرباط والجزائر والكويت والقاهرة وباريس وأثينا وقبرص ومدريد وأشبيلية وفلورنسا بإيطاليا وبودابست في المجر وإسطنبول بتركيا ومدينة قازان في تتارستان (1979: 2009).

## المؤلفات والكتب المترجمة
1. أهل الذمة في مصر الوسطى، القاهرة، عام 1977.
2. النيل والمجتمع المصري في عصر سلاطين المماليك، القاهرة، 1987. طبعة دار عين، القاهرة 2012م
3. الرواية التاريخية في الأدب العربي الحديث بالاشتراك د أحمد الهواري[8] مع القاهرة، عام 1979. الطبعة الثانية مزيدة ومنقحة، دار عين للدراسات والبحوث 2009م.
4. دراسات في تاريخ مصر الاجتماعي / عصر سلاطين المماليك، ط3، القاهرة، عام 1983.
5. رؤية إسرائيلية للحروب الصليبية، القاهرة، عام 1987.
6. ماهية الحروب الصليبية، سلسلة عالم المعرفة، الكويت، 1990.[9] عدة طبعات في الكويت (ذات السلاسل) والقاهرة (دار عين)
7. اليهود في مصر منذ الفتح العربي حتى الغزو العثماني، القاهرة، عام 1993.
8. بين الأدب والتاريخ، القاهرة، عام 1986.
9. التاريخ الوسيط: قصة حضارة البداية والنهاية (جزءان)، القاهرة، عامى 1984، 1987.
10. التنظيم البحرى الإسلامي شرق المتوسط، بيروت، 1979. (ترجمة)
11. جمهورية الخوف: صورة للعراق تحت حكم صدام من الداخل، القاهرة، عام 1990.(ترجمة)
12. بين التاريخ والفولكلور، القاهرة، 1993.
13. حضارة أوروبا العصور الوسطى (مترجم)، القاهرة، 1994.
14. في تاريخ الأيوبيون والمماليك (عدة طبعات آخرها عن دار عين للدراسات والبحوث، القاهرة، 2010م
15. عصر سلاطين المماليك "التاريخ السياسي والاجتماعي، القاهرة، 1998.
16. تأثير العرب على أوروبا العصور الوسطى (مترجم)، عام 1999.
17. القاهرة في رحلة ابن بطوطة – بحث في الكتاب المهدى إلى د سعيد عبد الفتاح عاشور، القاهرة.
18. فكرة التاريخ عند المسلمين: قراءة في التراث التاريخي العربي، القاهرة، عين للدراسات والبحوث الإنسانية والاجتماعية، 2001
19. الحملة الصليبية الأولى: نصوص ووثائق، القاهرة، 2001 .
20. الفقر والإحسان في عصر سلاطين المماليك، المجلس الأعلى للثقافة (ترجمة)
21. مالتاريخ الآن؟ (ترجمة) المجلس الأعلى للثقافة،
22. الإسلام وتحدي الديموقراطية، (ترجمة)، مكتبة الشروق الدولية.
23. التاريخ الاقتصادى والاجتماعى للدولة العثمانية، (مترجم)، دار الكتاب الجديد، بيروت.
24. الفن الأفريقي، (مترجم)، مكتبة الإسكندرية.
25. كم تبعد القاهرة- رحلات ومغامرات إلى القاهرة وما وراءها، (ترجمة لكتاب آن وولف)، القاهرة، 2006
26. المسلمون وأوروبا: التطور التاريخي لصورة الآخر. القاهرة، 2007
27. الفتوح العربية الكبرى - كيف غير الإسلام العالم الذي نعيش فيه، المركز القومى للترجمة، مصر، 2008
28. الحروب الصليبية، جزآن، ترجمة لتاريخ أوكسفورد للحروب الصليبية، المركز القومى للترجمة، 2008
29. قراءة التاريخ: تطور الفكر والمنهج، القاهرة، 2009
30. إعادة قراءة التاريخ، كتاب العربي، أكتوبر 2009م
31. الخطر الإسلامي - خرافة أم حقيقة؟ تأليف جون إسبوزيتو، المركز القومي للترجمة، 2010
32. نظرات جديدة على الكتابة التاريخية، (مترجم) تحرير بوركى، المركز القومي للترجمة، القاهرة، 2011
33. أوراق تاريخية، دار عين للدراسات والبحوث الإنسانية والاجتماعية، 2011م
34. أسواق مصر في عصر سلاطين المماليك، الهيئة العامة لقصور الثقافة، 2011 .
35. الكفار: تاريخ الصراع بين عالم الإسلام وعالم المسيحية، المركز القومي للترجمة، 2013م
36. تناقضات المؤرخين، (ترجمة)، المركز القومي للترجمة، 2013م
37. تاريخ مصر - من الفتح الإسلامى حتى الحكم العثماني، (كتاب مسموع)
38. الحروب الصليبية (كتاب مسموع).
39. الحضارة العربية الإسلامية، ضمن سلسلة الحضارات المصورة، دار عين للدراسات والبحوث الإنسانية والاجتماعية 2013م
40. الحضارة المصرية القديمة، سلسلة الحضارات المصورة، دار عين، 2013م
41. حضارة الهلال الخصيب، سلسلة الحضارات المصورة، دار عين، 2013م
42. الحضارة الهندية القديمة، سلسلة الحضارات المصورة، دار عين للدراسات والبحوث الإنسانية والاجتماعبة، 2014م.
43. واقعة السلطان الغوري مع سليم العثماني، دار عين، 2015م
44. الدين والعلم والتعليم في العصر العباسي، (مترجم)، دار عين، 2015م،
45. الدين وتدهور السحر، مترجم، المجلس القومي للترجمة، 2018م.
46. السعى وراء المجد، المجلس القومي للترجمة، 2020م.

## الجوائز والأوسمة
- جائزة الدولة التشجيعية في العلوم الاجتماعية من المجلس الأعلى للثقافة، 1983م.
- شهادة تقدير للتميز في الإنتاج الأدبي من جمعية الآداب من مصر، 1985م.
- وسام العلوم والفنون من الطبقة الأولى من مصر، 1983م.
- جائزة الدولة للتفوق في العلوم الاجتماعية من المجلس الأعلى للثقافة، 2000م.
- جائزة الدولة التقديرية في العلوم الاجتماعية، 2008م.